# يو زهنغ
يو زهنغ (بالصينية: 于正) هو كاتب سيناريو صيني، ولد في 28 فبراير 1978 في مدينة هاينينغ ‏ في الصين.

## روابط خارجية
- يو زهنغ على موقع IMDb (الإنجليزية)
- يو زهنغ على موقع قاعدة بيانات الفيلم (الإنجليزية)